# Carcinocaris dussarti
Carcinocaris dussarti is een eenoogkreeftjessoort uit de familie van de Laophontidae. De wetenschappelijke naam van de soort is voor het eerst geldig gepubliceerd in 2011 door Cottarelli & Bruno.